# Krahulčie vrchy
Krahulčie vrchy jsou geomorfologický podcelek geomorfologického celku Považský Inovec. Leží v jeho jižní části, na severu navazuje na Nízký Inovec, na západě na Inovecké předhůří, na jihu a východě na Bojnianskou pahorkatinu. Nejvyšším vrcholem je Marhát (748,2 m n. m.).

## Geologická stavba
Západní část území je tvořena vápenci a dolomity, místy břidlicemi a pískovci středního až svrchního triasu, východní část tvoří hercynské granity, granodiority a tonality z období svrchního devonu až spodního permu. Centrální část je různorodého geologického složení kromě uvedeného horninového obalu jsou ostrůvků rozloženy i areály slínitých vápenců, slínovců, jílovců a pískovců spodní až střední křídy, dále písčité, krinoidové, skvrnité, radiolaritové a hlíznaté vápence, rohovce a břidlice z období jury a také vápnité břidlice, jílovce, pískovce a křemence spodního triasu, jakož i areál pararul, svorů a migmatizovaných rul s polohami amfibolitú ze staršího paleozoika.

## Klima
Území patří do mírně teplé, mírně vlhké klimatické oblasti, červencové teploty vzduchu dosahují 16–18 °C, okrajové polohy na jihu 19–20 °C. Lednové teploty se pohybují v rozmezí −5 až −4 °C na severu, resp. −4 až −3 °C na jihu. Roční úhrn srážek představuje cca 700–800 mm.

## Vodstvo
Převážná část území patří do povodí Nitry, odvodňují ho Bojnianka s Čížovcem a Radošinka s Hlavinkou. Malá severozápadní část je součástí povodí Váhu, odvodňuje ho Striebornica s přítoky.

## Půdy
Nejjižnější polohy pokrývají hnědozemě, východní část kambizemě nasycené a půdní kryt severní části reprezentují rendziny (na severozápadě, na vápencovém podloží) a kambizemě kyselé.

## Flóra
Z dřevin převažují druhy rodu dub, v nejvyšších polohách se vyskytuje i buk lesní.

## Ochrana přírody
Na jihovýchodním svahu vrchu Gajda (609 m) byla vyhlášena přírodní památka Mačacia jaskyňa. Měří 160 metrů a vyznačuje se pozoruhodnou fluviokrasovou výzdobou a archeologickými nálezy. Druhým chráněným územím je přírodní památka Visiace skaly s ochranou lesních a travnatých společenství v dubovém stupni s výskytem některých ohrožených druhů flóry i fauny.

## Turistika
Po hřebeni Krahulčích vrchů vede červeně značená trasa ze sedla Havran (390 m}) dále na sever na vrch Bezovec (743 m). V sedle Marhát (609 m) se křižuje se žlutě značenou cestou, která vede k samotě Svatý Juraj a v lokalitě Jurko se napojuje na zeleně značenou cestu. Ta vede z doliny Striebornica přes sedlo Gajda (548 m) do obce Nitrianska Blatnica.

## Zajímavosti
Severně od obce Nitrianska Blatnica se v lesnatém prostředí nachází rotunda Svatého Jiří z 9.–10. století. Původní zdivo sahá do výšky 5–7 metrů. V jihozápadním svahu vrchu Krahulčí vrchy (566 m) leží tzv. Velká a Malá dolnosokolská jeskyně. Na ostrohu v Heťkově údolí se nacházejí pozůstatky hradiště z doby halštattské, které leželo na staré cestě spojující Pováží s Ponitřím.